# Mîkolaiivka, Odesa
Mîkolaiivka (în ucraineană Миколаївка) este așezarea de tip urban de raionului Berezivka din regiunea Odesa, Ucraina.

## Demografie
Componența lingvistică a așezării de tip urban Mîkolaiivka
     Ucraineană (94,5%)
     Rusă (3,42%)
     Alte limbi (1,21%)
Conform recensământului din 2001, majoritatea populației așezării de tip urban Mîkolaiivka era vorbitoare de ucraineană (94,5%), existând în minoritate și vorbitori de rusă (3,42%).